# Tormenta tropical Barry (2025)
La tormenta tropical Barry fue un ciclón tropical de corta duración que causó importantes inundaciones en el sureste de México. Barry, la segunda tormenta nombrada de la temporada de huracanes del Atlántico de 2025, se formó el 28 de junio de 2025 a partir de una onda tropical sobre la Bahía de Campeche. Antes de formarse, la perturbación precursora de Barry causó inundaciones en la península de Yucatán y Belice. Tras formarse, Barry se fortaleció ligeramente y se acercó al estado mexicano de Veracruz antes de tocar tierra cerca de Tampico, Tamaulipas. La tormenta de corta duración se disipó poco después de tocar tierra en el accidentado territorio mexicano.
Barry fue responsable de ocho muertes en México y de al menos 5,97 millones de dólares en daños. La humedad remanente de Barry se fusionó posteriormente con la humedad remanente del Pacífico oriental tropical sobre el estado estadounidense de Texas. La humedad remanente de este sistema contribuyó en gran medida a las devastadoras inundaciones en el centro de Texas, que causaron la muerte de al menos 135 personas hasta el 19 de julio.

## Historia meteorológica
El 27 de junio de 2025, se formó una amplia zona de baja presión sobre la península de Yucatán, relacionada con una fuerte onda tropical que había causado fuertes lluvias y tormentas eléctricas desorganizadas a su paso por el mar Caribe occidental. Conforme el disturbio emergió a la bahía de Campeche a la mañana siguiente, comenzó a desarrollarse una circulación superficial bien definida; además, su actividad de chubascos y tormentas eléctricas comenzó a mostrar signos de organización. Esta tendencia continuó, resultando en la formación de la depresión tropical Dos esa tarde,  El sistema se convirtió en tormenta tropical Barry en la mañana del 29 de junio, a unas 90 millas (144,8 km) al este-sureste de Tuxpan, Veracruz. La tormenta se desplazó hacia el noroeste, impulsada por una dorsal estacionaria de nivel bajo a medio en el centro del Golfo de México. Su intensidad aumentó poco durante este tiempo debido a la cizalladura del viento. Esa misma noche, Barry se debilitó a depresión tropical y tocó tierra al sur de Tampico, Tamaulipas, con vientos sostenidos de 55 km/h. Tierra adentro, la circulación de bajo nivel de Barry pronto se disipó en las montañas del noreste de México.

## Preparativos e impacto
| País    | Estado/distrito | Víctimas mortales | Daños (en USD)  |
| ------- | --------------- | ----------------- | --------------- |
| Belice  | –               | —                 | Desconocido     |
| México  | Quintana Roo    | 0                 | $1.88 millones  |
| México  | Veracruz        | 2                 | $268 mil        |
| México  | Tamaulipas      | 1                 | >$3.49 millones |
| México  | San Luis Potosí | 5                 | $333 mil        |
| Totales | Totales         | 8                 | >$5.97 millones |

Aon estimó que los daños serían superiores a un millón de dólares.

### Belice
En Belice, se reportaron graves daños a la infraestructura, con numerosos derrumbes de edificios en comunidades rurales debido al precursor de Barry. No se reportaron muertes. Se reportaron numerosos deslizamientos de tierra e inundaciones que afectaron a más de 20 comunidades. En algunas zonas cayeron más de 508 mm de lluvia, lo que provocó un aumento del nivel del agua de al menos 50 cm, una cifra no vista en 18 años. Familias se vieron obligadas a evacuar sus viviendas inundadas y los deslizamientos de tierra dañaron las carreteras. Los distritos de Orange Walk, Corozal y Cayo sufrieron los impactos más graves.

### México
La mañana del 28 de junio, varios municipios de la Península de Yucatán experimentaron tormentas y vientos de 15 a 30 kilómetros por hora (9,3 a 18,6 mph) debido a la onda precursora de Barry. Cayeron un máximo de 428 mm (16,9 pulgadas) de lluvia. En Chetumal, 40 caminos fueron destruidos. Se perdieron más de 10,000 hectáreas de caña de azúcar. El sistema de drenaje de la ciudad se saturó de agua. Más de 240 familias quedaron sin hogar. Los daños totales por las inundaciones se estiman en Mex$35 millones (US$1,88 millones).
Tras su formación como ciclón tropical, el NHC emitió avisos de tormenta tropical desde Boca de Catán hasta Tecolutla. Se emitieron advertencias de inundaciones para Veracruz en preparación para Barry. En Tamaulipas se abrieron más de 100 albergues ante la situación de más de 50 mil personas en riesgo por inundaciones. El planteamiento de Barry llevó a que la Secretaría de Educación en Tamaulipas adelantara el fin del año escolar 2024-25 y suspendiera las clases. Se emitió alerta amarilla para el norte de Veracruz mientras que alerta azul para el sur. El estado suspendió clases en 51 municipios para el 30 de junio.
En Veracruz se reportaron daños en escuelas y cortes de energía. En Los Tuxtlas cayeron más de 370 mm de lluvia. Doce municipios resultaron afectados y siete viviendas sufrieron daños. Sin embargo, los daños generales en Veracruz fueron menores, totalizando 5 millones de pesos mexicanos (268.000 dólares estadounidenses). En la ciudad de Veracruz, dos personas murieron luego de que el fuerte oleaje causado por Barry las arrastrara mar adentro en su automóvil.
En Tamaulipas, lluvias y vientos provocaron inundaciones y daños. En algunas zonas del estado cayeron 200 mm de lluvia. Tres colonias de Tampico resultaron inundadas. El río Tamesí se desbordó dejando 5 mil familias afectadas. Dos árboles cayeron en la ciudad, dañando líneas eléctricas y una valla. En Ciudad Victoria, las bandas de lluvia externas de Barry provocaron inundaciones en las calles de zonas bajas. Un puente peatonal se derrumbó en Tamiahua a consecuencia del temporal. Al menos 300 toneladas de sal se perdieron, afectando a más de 40 agricultores. Trece escuelas quedaron inundadas. Se reportaron pérdidas significativas en el sector transporte por cierres de carreteras. Más de 330 viviendas se inundaron y numerosas carreteras estatales y federales resultaron dañadas. Los daños a las carreteras se estiman en 65 millones de pesos mexicanos (3,49 millones de dólares estadounidenses), de los cuales 40 millones de pesos mexicanos (2,15 millones de dólares estadounidenses) corresponden a carreteras estatales y 25 millones de pesos mexicanos (1,34 millones de dólares estadounidenses) a carreteras federales. Un hombre murió después de que su automóvil fuera arrastrado por un canal de aguas residuales desbordado.
En San Luis Potosí, los restos de Barry provocaron el desbordamiento de un arroyo, inundando calles. En Santa María del Río, se reportaron árboles caídos. Se reportaron daños en al menos siete municipios. El nivel del agua alcanzó los 1,6 m (5,25 pies). Más de 400 viviendas y 15 vehículos resultaron dañados en el barrio Loma Bonita de Tamazunchale. Más de 100 viviendas sufrieron daños importantes. En Axtla de Terrazas, más de 1,500 viviendas resultaron inundadas. Los restos también provocaron inundaciones en la región de la Huasteca, con corrientes que arrastraron vehículos al agua. Al menos cinco personas murieron en el estado: tres personas fueron arrastradas por el desbordamiento de un río cuando viajaban en un vehículo tipo navaja, y un menor murió tras ser arrastrado por el desbordamiento de un río cuando viajaba en un automóvil. En Puebla, la crecida de las aguas obligó a los residentes a evacuar sus hogares. Las inundaciones en las calles paralizaron los vehículos, lo que obligó a realizar rescates relacionados con el agua. El gobierno destinó Mex$6.2 millones (US$333,000) para apoyar los esfuerzos de recuperación tras la tormenta.

### Estados Unidos
A pesar de estar lejos de Barry, North Padre Island, Texas, sufrió algunos efectos. Fuertes vientos derribaron toldos y tiendas de campaña en la playa; también se reportó oleaje fuerte. Días después, la humedad remanente de la tormenta se trasladó a Texas, contribuyendo a varios días de tormentas eléctricas. Un promedio de 4,75 pulgadas (121 mm) de lluvia cayó en Brownsville, 3,55 pulgadas (90 mm) de lluvia cayó en Harlingen y 1,69 pulgadas (43 mm) de lluvia cayó en McAllen.

#### Conexión con las inundaciones en el centro de Texas
La circulación remanente de Barry en niveles medios se integró en una vaguada más amplia en niveles medios que contenía humedad remanente del Pacífico oriental tropical. Las tormentas eléctricas y las fuertes lluvias de este sistema causaron inundaciones mortales en el centro de Texas los días 4 y 5 de julio de 2025. En algunas zonas cayeron hasta 516,4 mm (20,33 pulgadas) de lluvia. Las inundaciones repentinas a lo largo del río Guadalupe causaron al menos 135 muertes, principalmente en el condado de Kerr, Texas, hasta el 19 de julio.